# Rømø

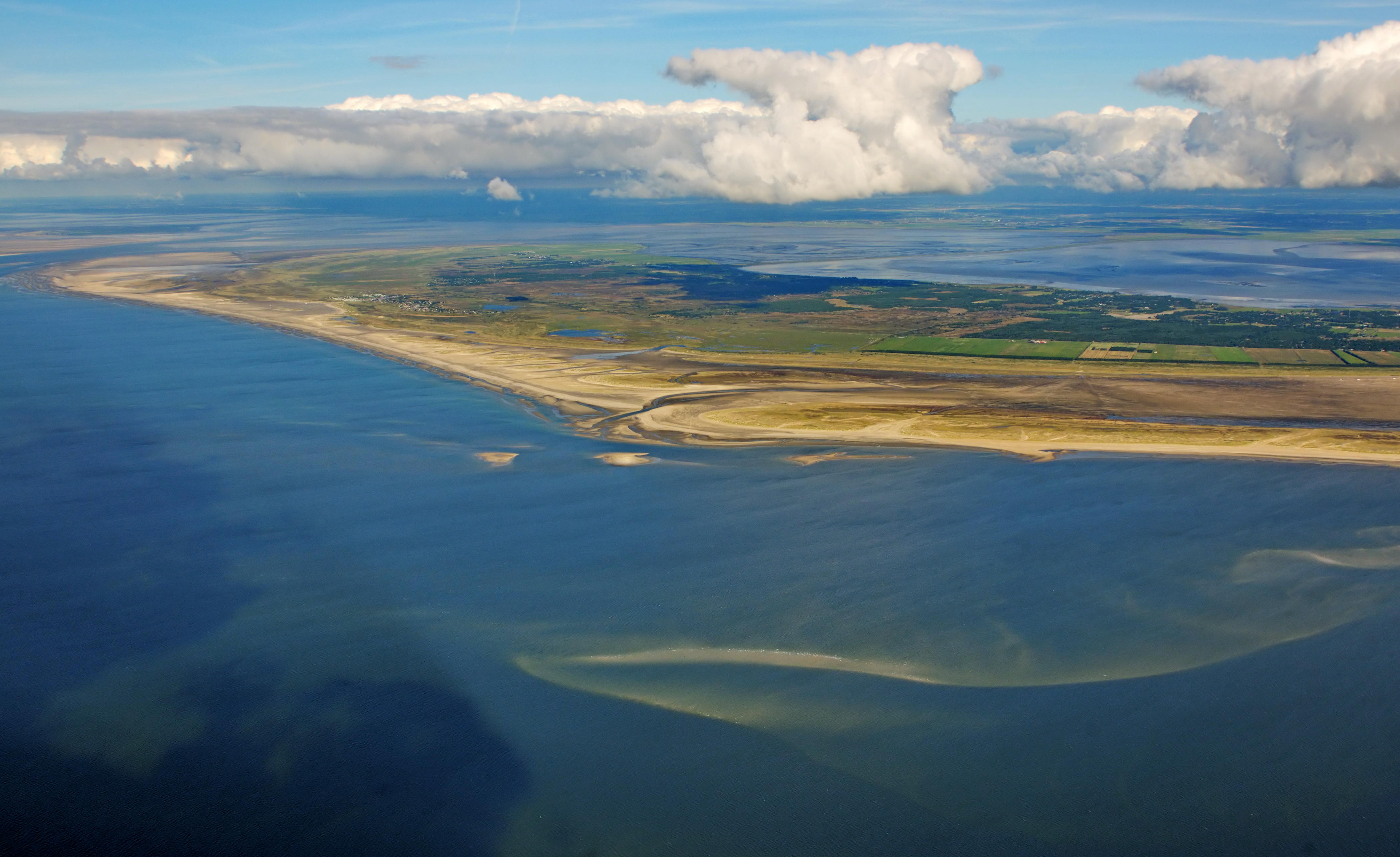
Rømø

Rømø és la més meridional de les illes Frisones Septentrionals habitades que hi ha a Dinamarca. Està situada davant la costa est de la península de Jutlàndia, entre Sylt i Mandø. Té una superfície de 129 km² i el 2024 hi vivien 569 persones. Administrativament forma part del municipi de Tønder.
Un dic de 9 km uneix l'illa amb terra ferma. Hi ha també transbordadors fins a Havneby, poble de l'illa.. Com les altres illes Frisones, Rømø ha canviat de dimensions a través de la història.
Durant molt de temps la pesca fou la principal font d'ingressos de l'illa. Amb el temps el comerç hi guanyà importància, tot i que avui en dia l'illa viu essencialment del turisme. Així, actualment disposa de museus, monuments i un parc d'atraccions, a més de les platges.